# Communauté de communes Les Vallons du Guiers
Die Communauté de communes Les Vallons du Guiers ist ein ehemaliger französischer Gemeindeverband mit Rechtsform einer Communauté de communes im Département Isère, dessen Verwaltungssitz sich in dem Isère-seitigen Teil der Doppelgemeinde Le Pont-de-Beauvoisin befand. Der Name Vallons du Guiers bezeichnet die Tallandschaft des Flusses Guiers, der die Grenze zwischen den Départements Savoie und Isère bildet. Die Gemeinden des Verbands lagen alle auf der Westseite des Flusses. Der im März 2001 gegründete Gemeindeverband bestand aus neun Gemeinden auf einer Fläche von 74,5 km2.

## Aufgaben
Zu den vorgeschriebenen Kompetenzen gehörten die Entwicklung und Förderung wirtschaftlicher Aktivitäten und des Tourismus sowie die Raumplanung auf Basis eines übergeordneten Rahmenplans (Schéma de Cohérence Territoriale Nord-Isère). Der Gemeindeverband bestimmte die Wohnungsbaupolitik und betrieb die Straßenmeisterei und die Müllabfuhr. In Sport- und Kulturangelegenheiten förderte der Verband einige spezifische Projekte.

## Historische Entwicklung
Mit Wirkung vom 1. Januar 2017 fusionierte der Gemeindeverband mit  
- Communauté de communes Bourbre-Tisserands,
- Communauté de communes de la Vallée de l’Hien und
- Communauté de communes Les Vallons de la Tour

und bildete so die Nachfolgeorganisation Communauté de communes Les Vals du Dauphiné.

## Ehemalige Mitgliedsgemeinden
Folgende neun Gemeinden gehörten der Communauté de communes Les Vallons du Guiers an:
| Gemeinde                  | Einwohner 1. Januar 2022 | Fläche km² | Dichte Einw./km² | Code INSEE | Postleitzahl |
| ------------------------- | ------------------------ | ---------- | ---------------- | ---------- | ------------ |
| Aoste                     | 2.869                    | 9,8        | 293              | 38012      | 38490        |
| Chimilin                  | 1.396                    | 9,7        | 144              | 38104      | 38490        |
| Granieu                   | 516                      | 3,7        | 139              | 38183      | 38490        |
| Le Pont-de-Beauvoisin     | 3.582                    | 7,4        | 484              | 38315      | 38480        |
| Pressins                  | 1.181                    | 10,1       | 117              | 38323      | 38480        |
| Romagnieu                 | 1.732                    | 17,1       | 101              | 38343      | 38480        |
| Saint-Albin-de-Vaulserre  | 421                      | 5,0        | 84               | 38354      | 38480        |
| Saint-Jean-d’Avelanne     | 979                      | 7,8        | 126              | 38398      | 38480        |
| Saint-Martin-de-Vaulserre | 241                      | 3,9        | 62               | 38420      | 38480        |